# 日本氣象廳震度等級

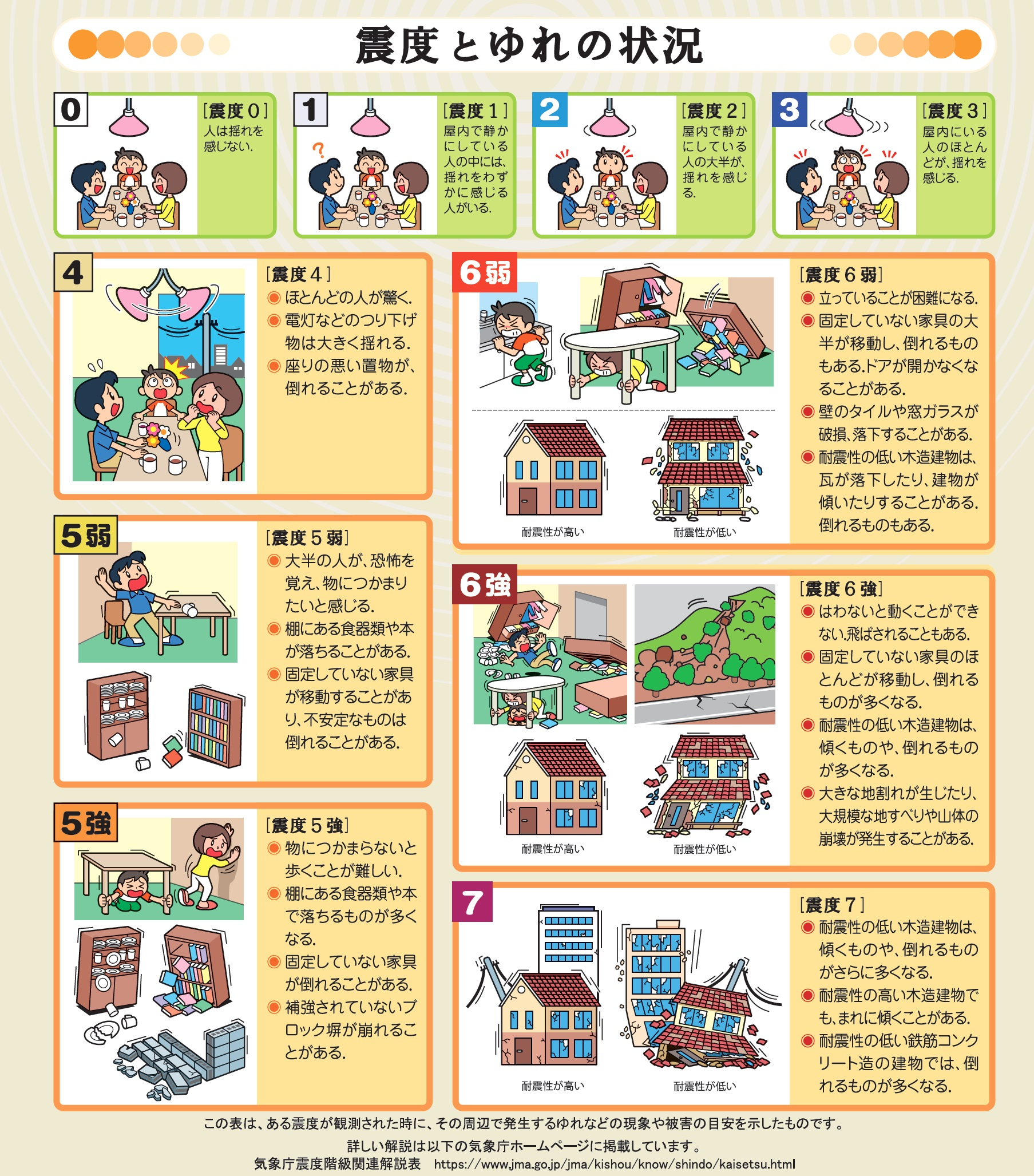
日本氣象廳震度等級

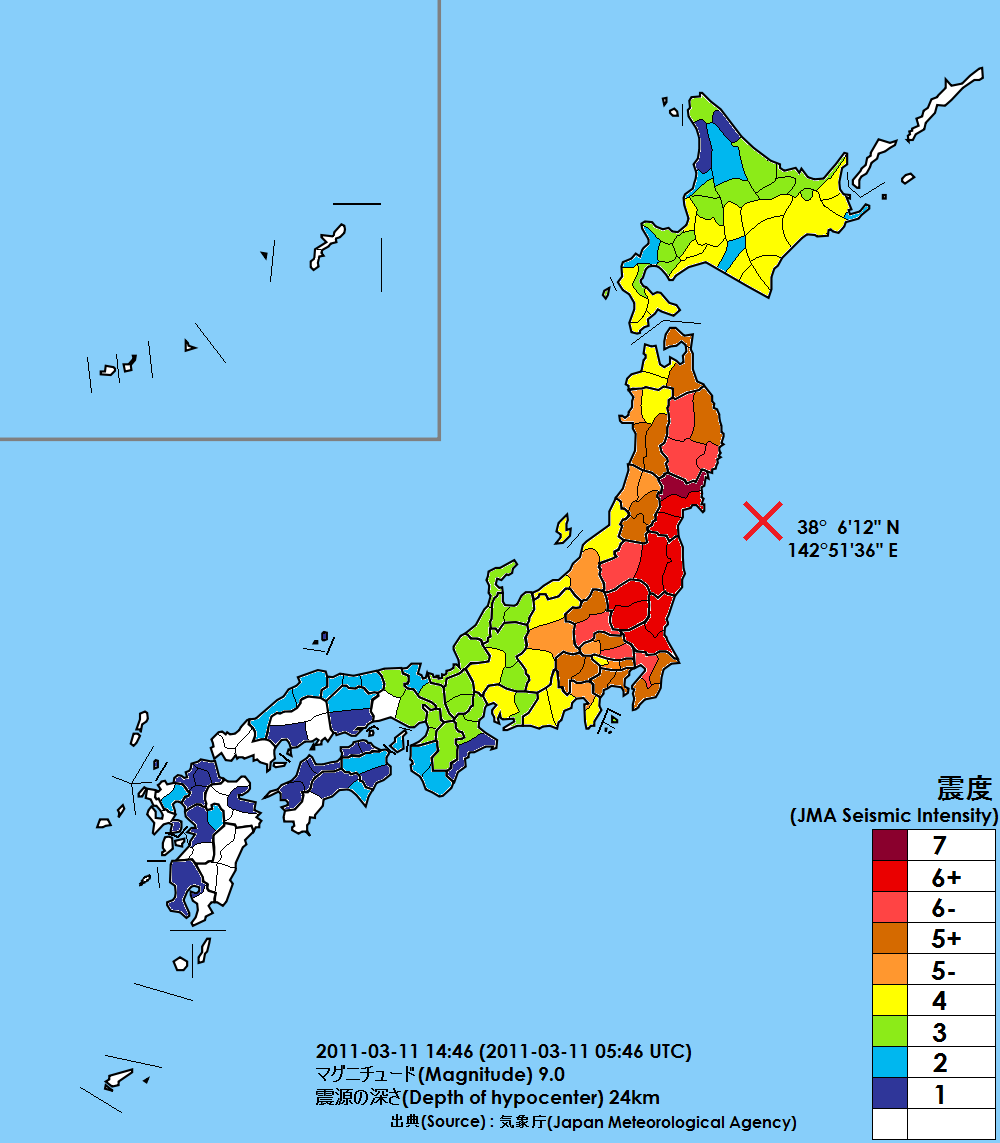
2011年3月11日发生的东北地方太平洋近海地震的震度分布图。宫城县栗原市观测到计测震度6.67，即震度7。

（日语：／ kishōchō shindo kaikyū */?），是日本採用的表示地震烈度的地震度量，目前仅在日本国内使用。韓國曾有一段時期採用過，而台灣的震度分級則取自日本的震度等級。不同於矩震級或黎克特制地震震級以一個數字描述地震的震级（地震的能量），日本氣象廳震度度量描述某一具体位置的搖晃程度。所以，每個地點量得的震度都可以不同。
截至2024年5月16日，在日本全国范围内被日本气象厅用于震度观测的观测点共有4,374个，其中属于气象厅的有671个，属于自治体的有2902个，属于防灾科学技术研究所的有801个。

## 歷史
日本仅占世界总面积的0.25%，但1996年至2005年间，日本发生6级以上地震的次数占世界的20.8%。1884年，日本气象厅的前身中央气象台首先發表一個四級震度表，包括：微震、弱震、強震、烈震。1898年增補為微震（感ナシ）、微震、弱震（弱キ方）、弱震、強震（弱キ方）、強震、烈震七个等級。
1908年，又增加了与各等级相对应的现象的文字描述。1936年，《地震观测法》开始施行，七個震度等级改稱為：無感、微震、軽震、弱震、中震、強震、烈震。
因為震度6未能描述1948年6月28日福井地震中超過90%房屋倒塌的受災程度，1949年1月通過的地震觀測法增設震度7，從0至7共八个等級。震度7列入了「房屋倒塌率30％以上」的標準，但其制訂的詳細過程仍然不明。八个级别分別是：無感、微震、輕震、弱震、中震、強震、烈震、激震。
1995年阪神大地震後，因為震度5和震度6的地方過多，被批評導致評估地方受災程度出現過輕或過重的情況，為了提升救災效率和重建工作，需要更細緻的分級。所以1996年10月1日起震度5和震度6分別被細分為兩个等級，共十个等級：0、1、2、3、4、5弱、5強、6弱、6強、7，而且微震輕震之類的名稱被取消，沿用至今。另外从1996年4月开始，气象厅发布的震度由根据人的体感得出改为由震度计观测得出。
引发震度7的摇晃并被监测到的地震迄今只有七次，分别是1995年的阪神大地震（兵库县南部地震）、2004年的新潟县中越地震、2011年的东北地方太平洋近海地震、2016年的熊本地震（前震和主震均達震度7）、2018年的北海道地震以及2024年的能登半島地震。

## 计测震度
计测震度是指由震度计测定的，将地震动的强弱数值化的震度。依照日本气象厅的规定，震度由震度计观测到的计测震度对应得出，对应关系如下节的表所示。1996年以前，日本气象厅向公众发布的震度都是由观测点的职员的体感得出。为了更迅速地向公众提供地震速报等服务，以及为了减轻主观因素对震度观测的影响，气象厅对震度进行计测化，即由地震计的观测数据得出震度。

### 特点
- 使用东西、南北、上下3个方向的加速度波形
- 考虑地震对建筑物造成的损害，用来进行的计算的地震动的周期范围扩大
- 考虑地震动的持续时间

### 计算方法
- 对东西、南北、上下3个方向的加速度波形进行傅里叶变换，得到3个频谱
- 对3个频谱分别消除噪声
- 对3个频谱进行逆傅里叶变换，得到3个新的加速度波形
- 对3个波形进行合成，得到1个合成加速度
- 对合成加速度取持续时间为0.3秒的部分{\displaystyle a}，并取绝对值
- 根据公式{\displaystyle I=2\log _{10}a+0.94}计算
- 对{\displaystyle I}四舍五入保留两位小数，再舍去小数点后第二位，得到计测震度

## 震度說明
氣象廳震度等級由震度0至震度7，以震度7為最強。麥加利地震烈度有時亦一併使用，但在日本很少這樣做。
| 震度 | 计测震度   | 人的感受                               | 屋內情形                                       | 屋外情形                                                                                                   | 木屋                                                               | 鋼筋混凝土建築                                                                             | 維生管線 | 地面和斜坡                                                           |
| ---- | ---------- | -------------------------------------- | ---------------------------------------------- | --- | ------------------------------------------------------------------ | ------------------------------------------------------------------------------------------ | --- | -------------------------------------------------------------------- |
| 0    | 0–0.4      | 人感觉不到摇晃                         |                                                | |                                                                    |                                                                                            | |                                                                      |
| 1    | 0.5–1.4    | 室内有人感到轻微摇晃                   |                                                | |                                                                    |                                                                                            | |                                                                      |
| 2    | 1.5–2.4    | 室内大部分人感到摇晃                   | 电灯等悬吊物轻微摇晃                           | |                                                                    |                                                                                            | |                                                                      |
| 3    | 2.5–3.4    | 室内几乎所有人感到摇晃                 | 碗橱里的餐具有的发出声音                       | 電線有少許搖晃。                                                                                           |                                                                    |                                                                                            | |                                                                      |
| 4    | 3.5-4.4    | 几乎所有人感到害怕                     | 电灯等悬吊物大幅摇晃，底座不稳的物品有的倾倒   | 電線大幅度搖晃，路上行人和駕駛者都感受到搖晃。                                                             |                                                                    |                                                                                            | |                                                                      |
| 5弱  | 4.5-4.9    | 大部分人感到恐怖，感觉想抓住稳固的物体 | 碗橱里的餐具、书架上的书籍有的掉落             | 行人可見電燈柱搖晃。部分玻璃窗破裂墮下，非鋼筋混凝土的磚牆倒塌，道路受損。                                 | 防震不良的房屋，部分會有牆身或柱子損壞。                           | 防震不良的房屋，部分會有牆壁出現裂痕。                                                     | 有安全裝置的管線會截斷部分家居的氣體燃料供應。較少見的情況亦包括水管被破壞以致食水供應受阻，部分房屋電力供應中斷。 | 部分鬆軟土壤出現裂痕，部分山區斜坡出現損壞及落石。                   |
| 5強  | 5.0–5.4    | 大部分人感到行动不便                   | 未固定的家具有的倾倒                           | 大部分時候，非鋼筋混凝土的磚牆倒塌，墓碑倒下。很多汽車因為難以駕駛而停下。安裝不穩固的自動售賣機也倒下來。 | 部分耐震能力較差的房屋，牆壁和柱子受嚴重損毀和倒塌。               | 部分耐震能力較差的房屋，牆壁、橫樑和柱子出現大裂痕，耐震能力較強的房屋牆壁亦出現裂痕。     | 部分氣體燃料管道和水管受損，部分地區的氣體燃料和食水供應中斷。                                                     | 部分鬆軟土壤出現裂痕。山區斜坡出現損壞及落石。                       |
| 6弱  | 5.5–5.9    | 站立困难                               | 门有时打不开。墙壁的砖块或窗玻璃可能破损或掉落 | 部分房屋的牆面磚和玻璃窗受損下墮。                                                                         | 部分耐震能力較差的房屋倒塌。耐震能力較強的房屋，牆壁和柱子亦受損。 | 部分耐震能力較差的房屋，牆壁和柱子損毀。耐震能力較強的房屋，牆壁、橫樑和柱子亦出現大裂痕。 | 氣體燃料管道和水管受損。在部分地區氣體燃料和食水供應中斷，電力供應亦可能中斷。                                     | 部分地面出現裂痕，並發生山泥傾瀉。                                   |
| 6強  | 6.0–6.4    | 不能站立，左摇右摆                     | 几乎所有未固定的家具发生移动，多数倾倒         | 大部分房屋的牆面磚和玻璃窗受損下墮。大部分非鋼筋混凝土的磚牆倒塌。                                         | 大部分耐震能力較差的房屋倒塌。有時耐震能力較強的房屋亦嚴重受損。   | 部分耐震能力較差的房屋倒塌。部分耐震能力較強的房屋，牆壁和柱子損毀。                       | 主要的氣體燃料管道和水管受損。部分地區電力供應中斷。有時候大範圍地區的氣體燃料和食水供應中斷。                     | 部分地面出現裂痕，並發生山泥傾瀉。                                   |
| 7    | 6.5 或以上 | 被劇烈搖晃以致無法憑自己的意思移動。   | 几乎所有未固定的家具发生移动、倾倒、跳起       | 大部分房屋的牆面磚和玻璃窗受損下墮。部分鋼筋混凝土的磚牆倒塌。                                             | 部分耐震能力較強的房屋亦嚴重受損並倒塌。                           | 部分耐震能力較強的房屋亦嚴重受損並倒塌。                                                   | 大範圍地區的電力、氣體燃料和食水供應中斷。                                                                         | 地面被大量的裂痕所扭曲，山坡受損和發生山泥傾瀉，整體地貌亦可能改變。 |

## 应用
当地震发生时，日本气象厅将地震烈度，地震震中，是否有海啸的风险等以“地震消息”形式对外发表。其中，以下列出与地震烈度相关的数据。
- “震度速报” - 地震发生后约1分半，公布地震烈度3以上的报告地域名注1；
- “震源及震度关联消息” - 当地震最大烈度达3以上时，将震度3以上的报告地域名和市区町村名、预计震度5弱以上但尚未判明的市区町村名注2予以公布；
- “各地震度关联消息”：当震度1以上时，将1个以上地震强度的地震烈度观测点和预计震度为5弱以上的观测点予以公布；
- “其他消息” ：根据情况，如发生频繁地震时，将震度1以上的地震发生次数予以公布。
- “推计震度分布图” ：地震烈度5弱以上时，为震度4以上的地震烈度分布提供详细的分布图。

注1：“报告地域名”分为各都府县的若干地区和北海道的三十多个分区截止2014年4月8日，气象厅将全日本被划分为188个报告地域。
注2：“市区町村名称”是指基础自治体下的每个市町村和特別區、政令指定都市下的每行政区。当地区有多个地震烈度观测点时，其中最大的观测点的地震烈度被公布为市区町村的地震烈度。

### 气象厅
2013年3月7日，为了适应色盲患者的情况，日本气象厅将主页上公布的地震信息配色方案予以修改。原本气象厅采用红色x标记震中（x），但2013年3月6日起改为添加一个带有黄色框架的红色x标记。此外，地震烈度则以不同颜色表示。震度7为紫色（●）、震度6强为深红色（●）、震度6弱为红色（●）、震度5强为橙色（●）、震度5弱为黄色（●）、震度4为米白色（●）、震度3为青色（●）、震度2为水色（●）、震度1为白色（●）。

### 广播电视机构
对于NHK而言，当地震震度低于2时，会在区域广播网播发“地震消息”。而当地震震度超过3时，就会在全国广播网播发地震速报。NHK在震度5弱以上时称“强烈地震”（日语：強い地震）、震度4时称“较强地震”（日语：やや強い地震）、震度3時称“地震”。
每个电视台在播发地震烈度分布图时会使用气象厅发出的地震消息、震度速报内的详细震度信息，对188个报告区域的震度加以注明，但各电视台所使用的配色则有所不同。
| 震度                 | 震度                 | 7 | 6强 | 6弱 | 5强 | 5弱 | 4 | 3 | 2 | 1 |
| -------------------- | -------------------- | - | --- | --- | --- | --- | - | - | - | - |
| NHK                  | NHK                  | 7 | 6+  | 6-  | 5+  | 5-  | 4 | 3 | 2 | 1 |
| NNN                  | NNN                  | 7 | 6+  | 6-  | 5+  | 5-  | 4 | 3 | 2 | 1 |
| ANN（全日本新闻网）  | ANN（全日本新闻网）  | 7 | 6強 | 6弱 | 5強 | 5弱 | 4 | 3 | 2 | 1 |
| JNN                  | 最大震度7時          | ■ | ■   | ■   | ■   | ■   | ■ | ■ | ■ | ■ |
| JNN                  | 最大震度6強時        |   | ■   | ■   | ■   | ■   | ■ | ■ | ■ | ■ |
| JNN                  | 最大震度6弱時        |   |     | ■   | ■   | ■   | ■ | ■ | ■ | ■ |
| JNN                  | 最大震度5強時        |   |     |     | ■   | ■   | ■ | ■ | ■ | ■ |
| JNN                  | 最大震度5弱時        |   |     |     |     | ■   | ■ | ■ | ■ | ■ |
| JNN                  | 最大震度4以下時      |   |     |     |     |     | ■ | ■ | ■ | ■ |
| TXN（东京电视网）    | TXN（东京电视网）    | 7 | 6+  | 6-  | 5+  | 5-  | 4 | 3 | 2 | 1 |
| FNN（富士新闻网） ※1 | FNN（富士新闻网） ※1 | 7 | 6強 | 6弱 | 5強 | 5弱 | 4 | 3 | 2 | 1 |

两者都显示地震发生时间。
※1：仅用于富士电视台新闻画面。

## 與其他震度的關係

### 与中国（CSIS）、美国（MMI）仪器烈度标准的比较
时任福建省地震局局长、地震学者金星团队的研究指出，日本（日本气象厅计测烈度）、美国（基于ShakeMap标准计算的麦加利地震烈度）、中国大陆（中国地震烈度表）三种不同的烈度标准可以统一地换算为由有效峰值加速度Am表示的关系，具体如下：
| 中国（CSIS） | 美国（ShakeMap） | 日本（计测烈度） | 日本（对应烈度等级） |
| ------------ | ---------------- | ---------------- | -------------------- |
| I度          | ＜2.0            | ＜0.8            | 烈度0                |
| I度          | ＜2.0            | ＜0.8            | 烈度1                |
| II度         | 2.0～2.6         | 0.8～1.5         | 烈度1                |
| II度         | 2.0～2.6         | 0.8～1.5         | 烈度2                |
| III度        | 2.6～3.2         | 1.5～2.1         | 烈度2                |
| IV度         | 3.2～3.9         | 2.1～2.8         | 烈度2                |
| IV度         | 3.2～3.9         | 2.1～2.8         | 烈度3                |
| V度          | 3.9～4.6         | 2.8～3.5         | 烈度3                |
| VI度         | 4.6～5.7         | 3.5～4.2         | 烈度4                |
| VII度        | 5.7～6.5         | 4.2～4.9         | 烈度4                |
| VII度        | 5.7～6.5         | 4.2～4.9         | 烈度5弱              |
| VIII度       | 6.5～7.4         | 4.9～5.6         | 烈度5强              |
| VIII度       | 6.5～7.4         | 4.9～5.6         | 烈度6弱              |
| IX度         | 7.4～8.2         | 5.6～6.3         | 烈度6弱              |
| IX度         | 7.4～8.2         | 5.6～6.3         | 烈度6强              |
| X度          | 8.2～9.0         | 6.3～7.0         | 烈度6强              |
| X度          | 8.2～9.0         | 6.3～7.0         | 烈度7                |
| XI度         | 9.0～9.8         | 7.0～7.7         | 烈度7                |
| XII度        | ＞9.8            | ＞7.7            | 烈度7                |

### 与俄罗斯MSK烈度表的比较
在1967-1970年間，日本氣象廳辖下的106個氣象台同時使用此震度等級和梅德韋傑夫·史邦豪雅·卡尼克地震烈度表（MSK）進行觀察。結果顯示日本氣象廳較適合較低烈度的地震而MSK震度較適合較高烈度的地震。研究結果亦顯示，對於日本氣象廳震度等級低於3的地震，將該震度等級乘以1.5再加1.5便可大概換算成MSK震度，而對於較強的震度則可乘以1.5加0.75。